# Hacienda Guadalupe
Hacienda Guadalupe är en ort i Mexiko.   Den ligger i kommunen Guanajuato och delstaten Guanajuato, i den centrala delen av landet, 280 km nordväst om huvudstaden Mexico City. Hacienda Guadalupe ligger 1 781 meter över havet och antalet invånare är 793.
Terrängen runt Hacienda Guadalupe är lite kuperad. Runt Hacienda Guadalupe är det tätbefolkat, med 276 invånare per kvadratkilometer. Närmaste större samhälle är Irapuato, 18,3 km söder om Hacienda Guadalupe. Trakten runt Hacienda Guadalupe består till största delen av jordbruksmark.